# Mary Henderson Eastman
Pour les articles homonymes, voir Eastman.
Mary Henderson Eastman, née le 24 février 1818 à Warrenton dans l'État de la Virginie et morte le 24 février 1887 à Washington (district de Columbia), est une romancière, historienne, biographe, poète, folkloriste américaine. Connue pour ses oeuvres prenant la défense du style de vie des sudistes et la valorisation des amérindiens.

## Biographie

### Jeunesse et formation
Mary Henderson Eastman naît le 24 février 1818 à Warrenton. Elle est la cinquième fille et sixième des neuf enfants de Thomas Henderson, un médecin, et de Anna Maria (Truxtun) Henderson. Elle est la petite-fille du commodore Thomas Truxtun, héros de la guerre navale avec la France,,,,.

### Carrière
Elle est l'auteure de Dacotah, or Life and Legends of the Sioux (New York, 1849) préfacée par Caroline Kirkland , Romance of Indian Life (Philadelphie, 1852), Aunt Phillis's Cabin (en) (1852), American Aboriginal Portfolio (1853) et Chicora and other Regions of the Conquerors and the Conqured (1854). Elle est également l'auteure de Récits de la vie à ma mode et collabore activement à diverses revues, notamment à l'Arthur's Lady's Home Magazine (en),,,,.
Le roman Aunt Phillis's Cabin (Cabane de la tante Philippe) et celle de ses œuvres qui produit la plus grande sensation, en raison de sa portée morale. C'est une réplique à La Case de l'oncle Tom d'Harriet Beecher Stowe. Le livre est vendu à dix huit mille exemplaires en quelques semaines,,,,.

### Vie privée
En 1835 Mary épouse le lieutenant Seth Eastman, un officier de l'armée qui était alors professeur à West Point et qui deviendra célèbre pour ses illustrations et ses peintures de la vie amérindienne,.
Elle meurt le 24 février 1887 à Washington d'apoplexie,,.

## Œuvres

### Récits ethnographiques
- Dahcotah Life and Legends of the Sioux Around Fort Snelling (préf. Caroline M. Kirkland, ill. Seth Eastman), New York, John Wiley (réimpr. 1995, 2002, 2009) (1re éd. 1849), 301 p. (ISBN 9781438516400, OCLC 559190702, lire en ligne),
- The Romance of Indian Life, Philadelphie, Pennsylvanie, Lippincott, Grambo & Co. (réimpr. 1966, 2012) (1re éd. 1853), 331 p. (ISBN 9781275653351, OCLC 718410137, lire en ligne),

### Biographie
- Life of General Lafayette : embracing anecdotes illustrative of his character : embellished with engravings, Philadelphie, Pernnsylvanie, Lindsay and Blakiston, 1847 (OCLC 26862479),
- The American Aboriginal Portfolio (ill. Seth Eastman), Philadelphie, Pennsylvanie, Lippincott, Grambo & Co. (réimpr. 2010, 2015, 2022) (1re éd. 1853), 202 p. (ISBN 9781019232781, OCLC 85888089, lire en ligne),

### Essais historiques
- Chicóra and other regions of the conquerors and the conquered (ill. Seth Eastman), Philadelphie, Pennsylvanie, Lippincott, Grambo and Co. (réimpr. 2015) (1re éd. 1854), 182 p. (OCLC 123496497, lire en ligne),
- The American annual : illustrative of the early history of North America., 1855, 216 p. (ISBN 9781554780860, OCLC 1087122299),

### Romans
- Aunt Phillis's Cabin : or, Southern Life as it is, Philadelphie, Pennsylvanie, Lippincott, Grambo & co. (réimpr. 1968, 2007, 2010) (1re éd. 1852), 309 p. (ISBN 9781438535012, OCLC 681329851, lire en ligne),
- Fashionable Life, Philadelphie, Pennsylvanie, J.B. Lippincott (réimpr. 2018, 2023) (1re éd. 1856), 407 p. (ISBN 9781020277634, OCLC 50847609, lire en ligne),

### Recueil de poèmes
- Jenny Wade of Gettysburg., Philadelphie, Pennsylvanie, Lippincott (réimpr. 2009, 2010, 2014) (1re éd. 1864), 42 p. (ISBN 9781498149792, OCLC 85801641, lire en ligne).

## Pour approfondir